# Isoglossa (botânica)
- Commons
- Wikispecies

Isoglossa Oerst., segundo o Sistema APG II, é um gênero botânico da família Acanthaceae.

## Sinonímia
| - Chingiacanthus Hand.-Mazz. - Ecteinanthus T.Anderson - Leda C.B.Clarke - Plagiotheca Chiov. | - Rhytiglossa Nees - Schliebenia Mildbr. - Strophacanthus Lindau |

## Espécies
- Isoglossa cyclophylla Mildbr.
- Isoglossa nervosa, C.B.Clarke
- «Lista das espécies»

## Nome e referências
Isoglossa Oerst., 1854

## Classificação do gênero
| Sistema | Classificação                       | Referência            |
| ------- | ----------------------------------- | --------------------- |
| APG II  | Ordem Lamiales, família Acanthaceae | APweb, versão 9, 2008 |